# Анна Крамлінг
Анна Йоланда Крамлінг Беллон (нар. 30 квітня 2002) — іспано-шведська шахістка, стримерка та ютуберка, яка має титул жіночий майстер ФІДЕ (WFM). У березні 2018 року її максимальний рейтинг ФІДЕ був 2175. Крамлінг представляла Швецію на шахових Олімпіадах 2016 і 2022 років, а також на двох командних чемпіонатах Європи з шахів.
Крамлінг виросла в родині професіональних шахістів. Її мати — шведський гросмейстер (GM) Піа Крамлінг, а батько — іспанський гросмейстер (GM) Хуан Мануель Беллон Лопес. Вона почала грати в шахи у віці трьох років, коли жила в Іспанії. В одинадцять років переїхала з родиною до Швеції, змінивши федерацію з Іспанії на Швецію. З 2015 по 2019 рік вона брала участь у кількох молодіжних чемпіонатах Європи, молодіжному чемпіонаті світу та чемпіонаті світу серед юніорів у різних вікових категоріях. Представляючи Швецію на міжнародних командних змаганнях, вона грала в одній команді зі своєю матір'ю та батьком, який був капітаном команди.
Крамлінг отримала титул жіночого майстра ФІДЕ (WFM) у 2018 році у віці 15 років, того ж року вона досягла свого найвищого рейтингу. Протягом 2018 року вона перемогла Реньєра Кастелланоса Родрігеса, іспанського міжнародного майстра (IM) з рейтингом ФІДЕ 2498 на той час.
Анна Крамлінг почала вести трансляції на платформі Twitch на початку 2020 року, зосередившись на шаховому контенті. Її мати й тато іноді з'являються як гості на її каналі. Згодом Крамлінг підписала контракт з кіберспортивною організацією Panda і стала першою шаховою стримеркою організації.

## Раннє життя
Крамлінг народилась 30 квітня 2002 року в Малазі в родині Пії Крамлінг і Хуана Мануеля Беллона Лопеса. Її мати зі Швеції, а батько з Іспанії. Обоє її батьків є шахістами й мають титул гросмейстера (GM). Її мати була № 1 у світі серед жінок за рейтингом ФІДЕ в 1984 році. В 1992 році Піа стала п'ятою жінкою в історії, що досягла титулу гросмейстера. Її батько — п'ятиразовий чемпіон Іспанії. Анна почала грати в шахи в три роки. Протягом усього дитинства обоє її батьків активно брали участь у шахових змаганнях. У дитинстві вона зазвичай супроводжувала батьків на шахові турніри, оскільки її єдиною постійною нянею був її дідусь по материнській лінії, який не завжди міг дивитись за онукою, оскільки жив у Швеції. У одинадцять років сім'я переїхала до Швеції. У 2014 році Крамлінг змінила федерацію з Іспанії на Швецію, встигнувши зіграти лише в кількох турнірах як представниця Іспанії. У 2017 році її батько також змінив федерацію з Іспанії на Швецію.

## Шахова кар'єра
Крамлінг отримала свій стартовий рейтинг ФІДЕ 1519 в лютому 2013 року у віці 10 років після участі в аматорському змаганні А на Гібралтарському шаховому фестивалі. Вона виграла одну з чотирьох партій проти рейтингових суперників, обігравши Реймонда Кірслі, англійського шахіста з рейтингом 1772. Наступного, 2014 року, вона виграла жіночу нагороду на тих же змаганнях. Її перемога привернула увагу ЗМІ, оскільки її батьки регулярно брали участь у цьому змаганні, а вона регулярно відвідувала його ще зі змалечку. Цей виступ також допоміг їй досягти рейтингу 1600.
Рейтинг Крамлінг значно підвищився на початку 2015 року у віці 12 років, коли вона набрала понад 300 рейтингових балів у чотирьох турнірах за два місяці, її рейтинг перевищив 1900 Ці турніри включали турнір Рілтона до 1800 у Стокгольмі напередодні Нового року та змагання серед аматорів A та B у Гібралтарі. Наприкінці 2015 року Крамлінг брала участь у чемпіонаті світу з шахів серед дівчат до 14 років у Порто-Каррасі, Греція. Крамлінг вперше досягла рейтингу 2000 у червні 2016 року у віці 14 років після участі в Hasselbacken Chess Open у Стокгольмі. Її найкращий результат на цьому турнірі був проти її співвітчизника Майкла Бекмана, який мав рейтинг 2161. У вересні 2016 року Крамлінг представляла Швецію на шаховій Олімпіаді 2016 року в Баку разом зі своєю матір'ю, яка також брала участь у змаганнях, і батьком, який був капітаном команди. Крамлінг брала участь у 7 з 11 раундів. Того року Швеція посіла 23 місце серед 134 команд-конкурентів.
На початку 2017 року Крамлінг зіграла в турнірі Masters у Гібралтарі, під час якого зіграла внічию проти свого батька. Наприкінці року вона брала участь у молодіжному чемпіонаті Європи з шахів серед дівчат віком до 16 років і Чемпіонаті світу з шахів серед юніорів серед дівчат віком до 20 років. Вона добре виступила на обох, набравши 17 і 31 рейтинговий бал у кожному турнірі відповідно. Вона фінішувала на 35-му місці з 75 учасників у першому та на 61-му з 89 учасників у другому, подібно до її відповідного посіву на 31-му та 66-му місцях.
Крамлінг отримала титул жіночого майстра ФІДЕ (WFM) у 2018 році. Вона набрала ще близько 200 очок на початку 2018 року, щоб досягти свого найкращого рейтингу в кар'єрі 2175 завдяки хорошим виступам на чотирьох турнірах. У змаганнях Challenger B у Гібралтарі вона здобула рівний результат проти суперників із середнім рейтингом 2151 і продовжила з ідеальним результатом 4/4 на Elite Hotels Open у Швеції, під час якого вона обіграла двох гравців із рейтингом близько 2200. Під час Open Internacional Villa de Benasque в Іспанії в липні 2018 року Крамлінг знову обіграла Реньєра Кастелланоса Родрігеса, іспанського міжнародного майстра (IM) з рейтингом 2498. Ближче до кінця року вона брала участь як у молодіжному чемпіонаті світу серед дівчат до 20 років, так і в молодіжному чемпіонаті світу серед дівчат до 16 років. Вона знову фінішувала подібно до свого посіву на 57-му місці в першому, опинившись на 54-му місці з 98 конкурентів. Вона показала погані результати в молодіжних чемпіонатах і посіла 59-те місце з 90 конкурентів, що призвело до зниження її рейтингу до рівня нижче 2000
Після падіння рейтингу наприкінці 2018 року Крамлінг змогла відновити більшість втрачених балів у 2019 році, досягнувши найвищого за рік рейтингу 2164 у жовтні. Її найкращим турніром року став молодіжний чемпіонат Європи. Будучи 33-м номером посіву в дивізіоні дівчат до 18 років, Крамлінг фінішувала на 13-му місці з результатом 5.5/9, отримавши 103 рейтингові бали. Її найкраща перемога на турнірі була проти Говхар Бейдуллаєвої, азербайджанської WFM з рейтингом 2307. Крамлінг рідко брала участь у змаганнях з кінця 2019 року через пандемію COVID-19, що обмежила проведення турнірів.
У вересні 2022 року вона разом зі своєю матір'ю Пією представляла Швецію на шаховій Олімпіаді 2022 року в Ченнаї, Індія, граючи на дошці 3 і змагаючись у 10 з 11 раундів, вигравши три партії та зігравши внічию чотири.

## Командні змагання
Крамлінг представляла Швецію в жіночому дивізіоні на одній шаховій Олімпіаді та двох командних чемпіонатах Європи з шахів. У кожному з цих турнірів вона брала участь у тій же команді, що і її батьки. На шаховій Олімпіаді 2016 року в Баку вона грала на резервній дошці позаду своєї матері на верхній дошці, за нею йшли Інна Агрест, Джесіка Бенгтссон і Анджеліна Франссон. І Крамлінг, і команда в цілому показали хороші результати. З результатом 14 очок Швеція посіла 23 місце зі 134 команд, значно випередивши свій посів на 43 місці. Індивідуально Крамлінг мала результат 3/7, набравши 17 рейтингових балів. Вона відмовилася брати участь у шаховій Олімпіаді 2018 року в Батумі, оскільки її мати Пія не збиралася бути в команді. Піа вирішила не брати участі після того, як менеджер Шведської федерації шахів Андерс Венгхольм не обрав Хуана Мануеля Беллон Лопеса капітаном жіночої команди. Крамлінг грала на командному чемпіонаті Європи з шахів у 2019 та 2021 роках. У 2019 році вона грала на третій дошці після своєї матері та Еллінор Фріск, а у 2021 році знову була на резервній дошці. Індивідуально вона показала кращі результати у 2021 році, набравши 3/5 і набравши 22 рейтингові бали. У 2022 році Крамлінг грала за дошку 3 на 44-й шаховій Олімпіаді індивідуально, набравши 5/10 (+3-3=4), що дало їй TPR 2099. 

## Стиль гри
Крамлінг віддає перевагу грі 1.d4 білими фігурами над будь-якими іншими першими ходами. Крамлінг вважає, що вона поєднує стиль шахового дебюту своєї матері з агресивним стилем свого батька, кажучи: «Я вважаю, що я граю дуже агресивно, особливо коли граю онлайн. Це просто веселіше! Я б сказала, що я отримала це від мого батька, оскільки він, безумовно, дуже агресивний і тактичний шахіст. У цьому сенсі я граю дуже схоже на нього, і з погляду дебютів я граю дебюти схожі до комбінацій моєї матері, тому що вона навчила мене багатьом з них. Тож я б сказала, що граю дебюти моєї мами в стилі мого тата!»

## Стримінг
Крамлінг запустила власний Twitch канал на початку 2020 року після того, як мала можливість прокоментувати разом зі своєю матір'ю Пією матч на чемпіонаті світу з шахів серед жінок 2020 року між Цзюй Веньцзюнь та Олександрою Горячкіною на початку року. Іноді її мати приєднується до неї на Twitch, щоб грати в шахи або давати поради щодо гри. Трохи рідше її батько також приєднується до трансляцій. Приблизно через рік стримінгу на Twitch вона підписала контракт із кіберспортивною командою Panda, ставши їх першою шаховою стримеркою, а також першою шведською шахісткою, яка підписала контракт з кіберспортивною організацією.